# Erika Endesfelder
Erika Endesfelder (geborene  Thürmer, * 3. Juli 1935 in Berlin; † 28. Januar 2015 ebenda) war eine deutsche Ägyptologin. Sie war von 1984 bis 2000 Professorin für Ägyptologie an der Humboldt-Universität zu Berlin.

## Leben und Wirken
Endesfelder machte nach dem Abitur zunächst eine Banklehre. Seit 1954 studierte sie bei Fritz Hintze an der Humboldt-Universität zu Berlin Ägyptologie. Zu ihren Studienkollegen, der ersten Generation von Hintze-Schülern, die später einen Großteil der wichtigen Positionen in der Ägyptologie und der Sudanarchäologie der DDR besetzten, gehörten Karl-Heinz Priese, Walter-Friedrich Reineke und Steffen Wenig. Sie wurde 1962 mit der Arbeit Die Arbeiter der thebanischen Nekropole im Neuen Reich promoviert. Im Winter 1963/64 nahm sie an einer ethnographischen Forschungsreise nach Ghana teil. Anschließend war sie Referentin des Rektors der Humboldt-Universität Karl-Heinz Wirzberger und dann zusammen mit ihrem Mann an der Botschaft der DDR in Kairo tätig. 1972 kehrte sie nach Ostberlin zurück. 
Die Dissertation B folgte 1980. Gutachter waren erneut Hintze sowie Roland Felber und Horst Klengel, Thema war Beobachtungen zur Entstehung des altägyptischen Staates (die Arbeit wurde 2011 publiziert). Im Februar 1981 wurde Endesfelder Hochschuldozentin für Ägyptologie an der Sektion Asienwissenschaften an der Humboldt-Universität. Im September 1984 wurde sie zur ordentlichen Professorin für Ägyptologie berufen. Im Zuge der Strukturänderungen an der Humboldt-Universität wurde Endesfelder 1993 auf die Professur für Ägyptologie am Institut für Sudanarchäologie und Ägyptologie neu berufen, die sie bis zu ihrer Versetzung in den Ruhestand im Jahr 2000 innehatte.

## Schriften
- Herausgeberin: Ägypten und Kusch. Fritz Hintze zum 60. Geburtstag (= Schriften zur Geschichte und Kultur des Alten Orients. Band 13). Akademie-Verlag, Berlin 1977.
- Die Ägyptologie an der Berliner Universität. Zur Geschichte eines Fachgebietes (= Berichte der Humboldt-Universität zu Berlin. Jahrgang 8, Heft 6). Humboldt-Universität, Berlin 1988.
- Herausgeberin: Probleme der frühen Gesellschaftsentwicklung im Alten Ägypten. Institut für Sudanarchäologie und Ägyptologie, Berlin 1991, ISBN 3-86175-004-X.
- Herausgeberin: Von Berlin nach Meroe. Erinnerungen an den Ägyptologen Fritz Hintze (1915–1993) (= Asien- und Afrika-Studien der Humboldt-Universität zu Berlin. Band 3). Harrassowitz, Wiesbaden 2003, ISBN 3-447-04133-1.
- Beobachtungen zur Entstehung des altägyptischen Staates (= Internet-Beiträge zur Ägyptologie und Sudanarchäologie. Band 14). Golden House Publications, Berlin / London 2011, ISBN 978-1-906137-25-0 (Digitalisat).
- Die Arbeiter der thebanischen Nekropole im Neuen Reich (= Internet-Beiträge zur Ägyptologie und Sudanarchäologie. Band 21). Golden House Publications, Berlin / London 2018, ISBN 978-1-906137-57-1 (Digitalisat).